# Качурка темна
Качурка темна (Oceanodroma jabejabe) — вид морських буревісникоподібних птахів родини качуркових (Hydrobatidae). Раніше важався підвидом качурки мадерійської (Oceanodroma castro).

## Поширення
Вид поширений в Атлантичному океані. Гніздиться на островах Кабо-Верде.